# 東方正統教會
東方正統教會（Oriental Orthodoxy）指仅承认前三次大公會議（即第一次尼西亞公會議，第一次君士坦丁堡公會議以及以弗所公會議）、遵奉合性論的東方基督教宗派。他们因拒绝承认公元451年迦克墩公會議的教义而與羅馬帝國官方的基督教會分道揚鑣，因此也被称为“舊東部派”，以和東正教區別。東正教中國正教會網稱其爲“非加爾西頓教會”，而目前天主教梵蒂岡新聞網對他們的譯名為“古東方正教會”。
東方正統教會的歷史可以追溯到使徒或使徒的門徒，是基督教最古老的分支之一；東方正統教會在全球約有六千萬信徒，主要分佈在叙利亚、黎巴嫩、埃及、亞美尼亞、印度、埃塞俄比亚與厄立特里亚。

## 东方正统教派
东方正统教派（Oriental Orthodox Communion）是一组东方正统教内的教会，它们均互相完全共融（full communion）。该教派包括：
- 全亚美尼亚人亚美尼亚宗徒教会（Armenian Apostolic Church of All Armenians）
  - 奇里乞亚亚美尼亚宗徒教会（Armenian Apostolic Church of Cilicia）
  - 君士坦丁堡亚美尼亚宗徒教会（Armenian Apostolic Church of Constantinople）
  - 耶路撒冷亚美尼亚宗徒教会（Armenian Apostolic Church of Jerusalem）
- 亚历山大科普特正教会（Coptic Orthodox Church of Alexandria）
- 埃塞俄比亚正统合性教会（Ethiopian Orthodox Tewahedo Church）
- 厄立特里亚正统合性教会（Eritrean Orthodox Tewahedo Church）
- 安提阿叙利亚正教会（Syriac Orthodox Church of Antioch）（也称为Syrian Orthodox Church of Antioch)
  - 玛兰卡雅各叙利亚正教会（Malankara Jacobite Syriac Orthodox Church）
- 印度（玛兰卡）正统叙利亚教会（Indian (Malankara) Orthodox Syrian Church）

### 引用
1. ↑  謝爲霖（James Chevedden, S.J.）.  (PDF). 神學論集 (輔仁大學神學院). 2004, (秋): 339-346  [2022-07-02]. （原始内容存档 (PDF)于2022-07-03）.
2. ↑  . pluralism.org.   [2022-07-03]. （原始内容存档于2022-10-23） （英语）.
3. ↑  俄羅斯正教會禧年主教公會議. . 中國正教會. 2000-08-14  [2022-07-02]. （原始内容存档于2019-09-09）.
4. ↑  . 梵蒂岡新聞網. 2022-06-04  [2022-07-02]. （原始内容存档于2022-06-07）.
5. ↑  . 梵蒂岡新聞網. 2022-06-24  [2022-07-02]. （原始内容存档于2022-06-28）.
6. ↑  . World Council of Churches.   [2022-07-03]. （原始内容存档于2021-11-20）.